# Leptochiton lineatus
Leptochiton lineatus är en blötdjursart som först beskrevs av Hugo Frederik Nierstrasz 1905.  Leptochiton lineatus ingår i släktet Leptochiton och familjen Leptochitonidae. Inga underarter finns listade i Catalogue of Life.